# 게이 스타 뉴스
게이 스타 뉴스(Gay Star News)는 국제 LGBTI 공동체 관련 소식을 중점적으로 보도하는 언론사다. 2011년 12월 트리스 리드-스미스(Tris Reid-Smith)와 스콧 넌(Scott Nunn)에 의해 창립되었으며 소유주도 두 사람으로 되어 있다.
국제정치, 종교, 비지니스, 범죄, 연예, 라이프스타일 등의 소식을 속보형식으로 전하고 있으며 분석, 견해 및 인터뷰 없이 정보를 제공하고 있다. 또한, LGBT 공동체원들의 인터뷰도 소개하고 있다. 게이 스타 뉴스에서 24시간 지속적으로 내보내는 기사는 모두 세계각지의 레즈비언, 게이, 양성애자, 트랜스젠더 및 남녀한몸과 연관있는 사안을 다룬 것이며, 동성애자였던 역사인물에 대한 토론도 이루어진다. 세계각지에 파견된 전문기자단이 그날 기사를 소개하고 있는 한편, LGBT 활동가, 프리랜서, 블로거, 학자, 역사가, 연예인 및 저명인사들의 글이 실리기도 한다.
웹사이트는 ‘탑 스토리’, ‘연예’, ‘장문기사’, ‘여행’, ‘ GSN loves’ 및 ‘방명록’ 등의 코너로 구성되어 있으며, 로그인하면 댓글을 달거나 ‘좋아요’ 기능을 통해 페이스북, 트위터, 유튜브, 웨이보 및 링크드인 등의 SNS로 기사를 공유할 수도 있다.

## 역사
게이 스타 뉴스는 2012년 1월 16일 골드만 삭스, 프라이스워터하우스쿠퍼스, 호주국립은행의 투자로 시작되었다. 당시 스티븐 프라이 씨는 트위터를 통해 370만 명의 팔로워들에게 지지를 표명했으며, 게이 스타 뉴스측도 정기적으로 자신들을 홍보해 주는 스티븐 프라이 씨에게 감사를 표시하고 있다.
2012년에는 영국 스톤월 협회에서 수여하는 ‘올해의 언론상’을 수상하기도 했다.
게이 스타 뉴스는 활동주의를 배제한 친LGBTI 기사를 제공하는 것을 정책으로 삼고 있으며, 다이렉트 라인 보험과 루프트한자, 트레벌렉스, 알파 로메오 등의 업체가 정기적으로 광고를 내보내고 있다.